# Римская республика (1798—1799)
Римская республика (итал. Repubblica Romana) — государство в Италии, провозглашённое 15 февраля 1798 года в результате вторжения войск Французской республики под командованием Луи Александра Бертье. Римская республика была государством-сателлитом Франции и управлялась французской Директорией. Она была сформирована из территорий Папской области; папа римский Пий VI был изгнан во Францию, где и умер в 1799 году. Сразу после своего образования Римская республика приняла контроль над двумя другими государствами, сформировавшимися на территории Папской области: Тиберинской республикой и Анконитанской республикой. Римская республика была ликвидирована в октябре 1799 года, когда войсками королевства Неаполь была восстановлена Папская область.

## История Римской республики
В феврале 1798 года французские войска под начальством Бертье заняли Рим. Идеи французской революции находили в Риме приверженцев в средних и промышленных классах; масса бедного люда, как и многочисленные лица, заработки и доходы которых зависели от церкви, были на стороне папства и духовенства. И среди последнего существовала, однако, партия реформ, руководимая епископом пистойским Риччи: она требовала большей независимости для духовенства и осуждала присвоение папским престолом неограниченной власти. В общем, французы при своем вступлении в Рим нашли город готовым к революции.
15 февраля возбуждённая толпа собралась на форуме и, водрузив перед Капитолием дерево свободы, объявила отмену папской власти и учреждение республики, немедленно признанной Бертье. От папы потребовали отречения от светской власти: он отказался и был вывезен из Рима. Для Римской республики была выработана конституция по образцу действовавшей тогда во Франции, но с внешними атрибутами древности. В занятом Риме начался систематический грабёж, направленный на произведения искусства и производившийся не столько солдатами, сколько агентами и поставщиками, присланными французским правительством. Из музеев, папской резиденции и дворцов многих знатных лиц было расхищено всё, что могло быть унесено; срывали даже стенные фрески. 
Вскоре, однако, движение неаполитанских войск под командованием австрийского генерала Мака на Рим заставило французов оставить город; 29 ноября 1798 года он был занят неаполитанским королём Фердинандом IV. Но 14 декабря того же года контрнаступление французов вынудило неаполитанцев отступить. 
В сентябре 1799 года неаполитанцы вновь заняли Рим. Восстановление религии было отпраздновано водружением громадного креста на месте дерева свободы, потоплением нескольких евреев в Тибре и многочисленными казнями. Республика пала, а затем прибыл в свою резиденцию новый папа Пий VII.